# ستاين فيشر كريستنسن
ستاين فيشر كريستنسن (بالدنماركية: Stine Fischer Christensen)‏ هي ممثلة دانمركية، ولدت في 1985 في الدنمارك.

## أعمال

### أفلام
- (2006) بعد الزفاف[5]
- (2011) شقوق في الهيكل

## وصلات خارجية
- ستاين فيشر كريستنسن على موقع IMDb (الإنجليزية)
- ستاين فيشر كريستنسن على موقع ألو سيني (الفرنسية)
- ستاين فيشر كريستنسن على موقع أول موفي (الإنجليزية)
- ستاين فيشر كريستنسن على موقع قاعدة بيانات الأفلام السويدية (السويدية)
- ستاين فيشر كريستنسن على موقع قاعدة بيانات الأفلام السويدية (السويدية)
- ستاين فيشر كريستنسن على موقع قاعدة بيانات الفيلم (الإنجليزية)
- ستاين فيشر كريستنسن على موقع كينوبويسك (الروسية)